# Kanton Grancey-le-Château-Neuvelle
Kanton Grancey-le-Château-Neuvelle (francouzsky Canton de Grancey-le-Château-Neuvelle) je francouzský kanton v departementu Côte-d'Or v regionu Burgundsko. Tvoří ho 10 obcí.

## Obce kantonu
- Avot
- Barjon
- Busserotte-et-Montenaille
- Bussières
- Courlon
- Cussey-les-Forges
- Fraignot-et-Vesvrotte
- Grancey-le-Château-Neuvelle
- Le Meix
- Salives